# Teresa
Teresa  è un nome proprio di persona italiano femminile.

## Varianti
- Femminili: Teresia[3]
  - Alterati: Teresina[3][4], Teresita[3][4], Teresiana[3][4]
  - Ipocoristici: Sita[4], Zina
  - Composti: Maria Teresa
- Maschili: Tereso[3][4], Teresio[3][4]
  - Alterati: Teresino[3][4]
  - Ipocoristici: Sito[4]

### Varianti in altre lingue
Di seguito si trova una lista delle varianti del nome in altre lingue:
- Asturiano: Tareisa[8]
- Basco: Trexa[3][8], Terese
- Bulgaro: Тереза (Tereza)[5]
- Catalano: Teresa[3][8]
- Ceco: Terezie, Tereza[5]
- Croato: Terezija
- Danese: Teresa, Theresa, Terese, Therese
- Finlandese: Teresa
- Francese Thérèse[3][5][7][9]
- Galiziano: Tereixa[3][8]
- Inglese: Theresa[3][5], Therese, Teresa[3][5][7]
- Irlandese: Toiréasa[5], Treasa[5]
- Islandese: Teresía[10]
- Latino: Therasia, Teresia[2], Theresia[7]
- Ligure: Texa, Texo[11]
- Lituano: Teresa
- Norvegese: Teresa, Theresa, Terese, Therese
- Olandese: Theresia[5]
- Polacco: Teresa[5]
- Portoghese: Teresa[5], Tereija[7]
- Portoghese brasiliano: Tereza
- Rumeno: Tereza[5]
- Russo: Тереза (Tereza)[3]
- Serbo: Тереза (Tereza)
- Slovacco: Terézia, Tereza[5]
- Sloveno: Terezija
- Spagnolo: Teresa[3][5][7][8]
- Svedese: Teresa, Theresa, Teresia, Theresia, Terese, Therese
- Tedesco: Theresia[3][5][7], Therese[3], Theresa, Teresa
- Ungherese: Terézia

Alterati e ipocoristici
- Ceco: Terezka[12], Terka[13]
- Croato: Tena
- Inglese: Terry[5], Tess[5], Tracy[5] (con relative varianti)
- Ligure: Tëxinin[11]
- limburghese: Trees
- Olandese: Tess, Thera[5], Trees, Treesje[senza fonte]
- Portoghese: Teresinha[5]
- Portoghese brasiliano: Terezinha[5]
- Spagnolo: Tere, Teresita[8], Teresina[8], Terecita[5]
- Svedese: Tessan
- Tedesco: Resi[3]
- Ungherese: Teréz[5], Teca

1. ↑  Tutte le varianti elencate qui sopra sono verificabili, salvo diversamente specificato, alla nota 1.

## Origine e diffusione

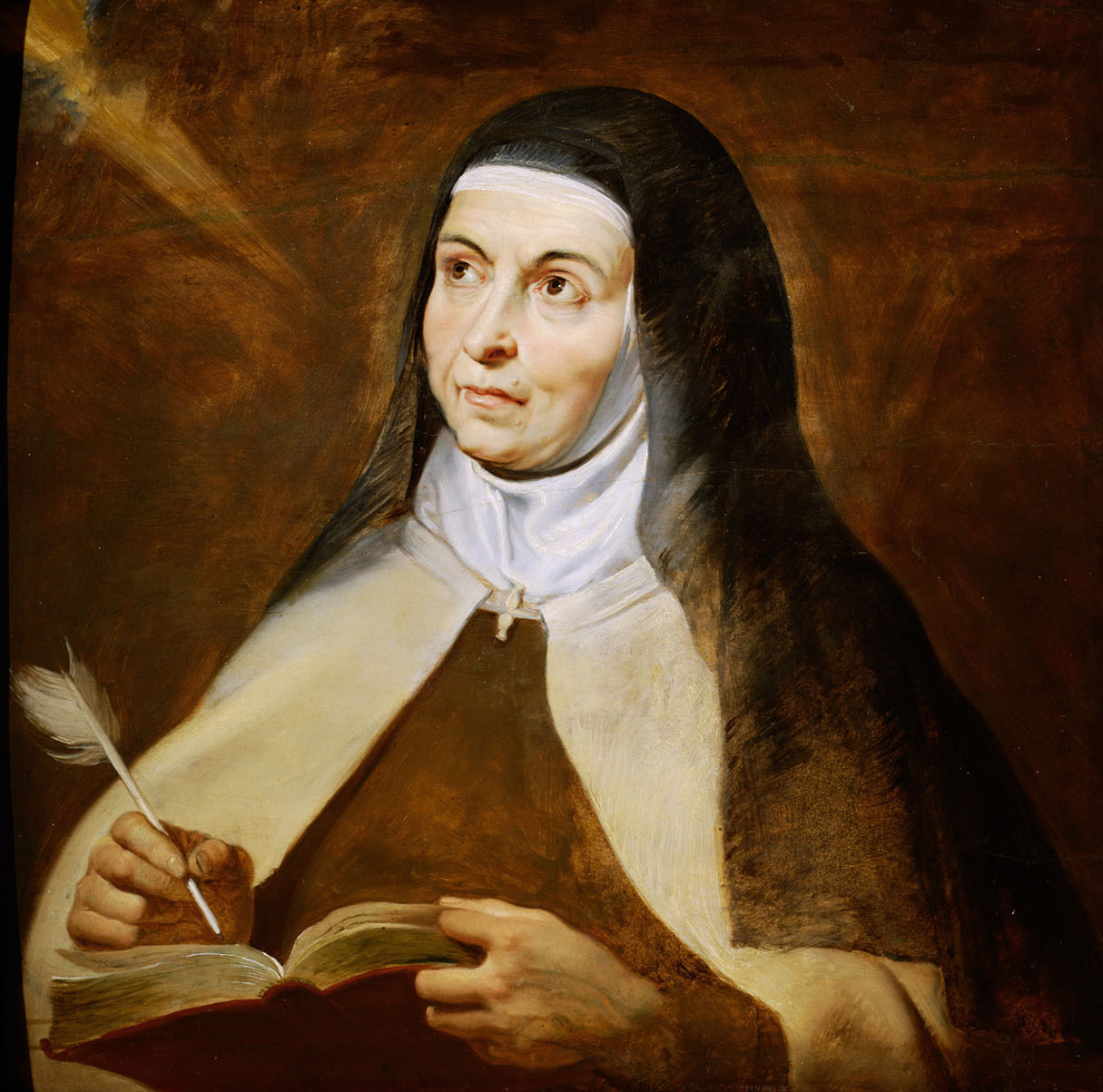
Santa Teresa d'Avila

L'esistenza di questo nome è attestata durante il Medioevo, periodo in cui era sostanzialmente confinato alla penisola iberica; da lì, nel XVI secolo, si espanse a macchia d'olio in tutta la cristianità grazie alla fama di santa Teresa d'Avila (che però non fu la prima a portarlo: prima di lei vi furono, tra le altre, anche alcune principesse, come Teresa di León); nonostante l'ottima diffusione globale in Occidente, l'origine di questo nome è nebulosa.
Anche se la connessione non è dimostrabile, spesso Teresa viene ricondotto a Therasia, nome che venne portato nel IV secolo dalla moglie barcellonese di san Paolino di Nola. Anche in tal caso però non è possibile darne un'interpretazione precisa; molte ipotesi cercano l'etimologia di Therasia in termini greci come θέρος (théros, "estate"), θεριζω (therizo, "mietere", "raccogliere") o θηράω (thēráō, "cacciare", quindi "cacciatrice", da θήρ, thḗr, "bestia selvatica"), oppure lo riconducono ad altri nomi quali Tiresia (portato da un noto indovino della mitologia greca) oppure Tarasio. È molto frequente anche l'accostamento a Thera o Therasia, nome di un'isola dell'arcipelago di Santorini (e anche vecchio nome dell'isola di Vulcano), di cui la moglie di Paolino sarebbe stata originaria; si tratta però di etimologia popolare, in quanto la donna era quasi certamente spagnola, probabilmente nativa di Alcalá de Henares. Infine, secondo alcune fonti non sarebbe da escludere un'origine celtiberica, forse da un vocabolo riconducibile al protoceltico *taratro ("augure").
Come nel resto d'Europa, anche in Italia il nome si diffonde improvvisamente intorno al 1630, dopo la canonizzazione della santa carmelitana, e per circa tre secoli è fra i femminili più comuni: nel Seicento è più usata la forma "Teresia", soppiantata da "Teresa" a partire dal secolo successivo. Il picco della diffusione del nome in Italia è nel primo Ottocento, quando appare regolarmente al secondo posto (dopo Maria) fra i più attribuiti alle battezzate fiorentine dal 1815 al 1835. Anche in italiano moderno la sua diffusione rimane alta: è ben distribuito su tutto il territorio nazionale e negli anni Settanta era il settimo per frequenza tra i nomi femminili; sono attestate anche delle forme maschili, comunque pressoché inutilizzate ad eccezione di "Teresio"; è spesso abbinato a Maria, nella forma composta "Maria Teresa".
Negli Stati Uniti è stato regolarmente fra i cinquanta nomi femminili più usati per le nuove nate fra il 1953 e il 1969.

## Onomastico

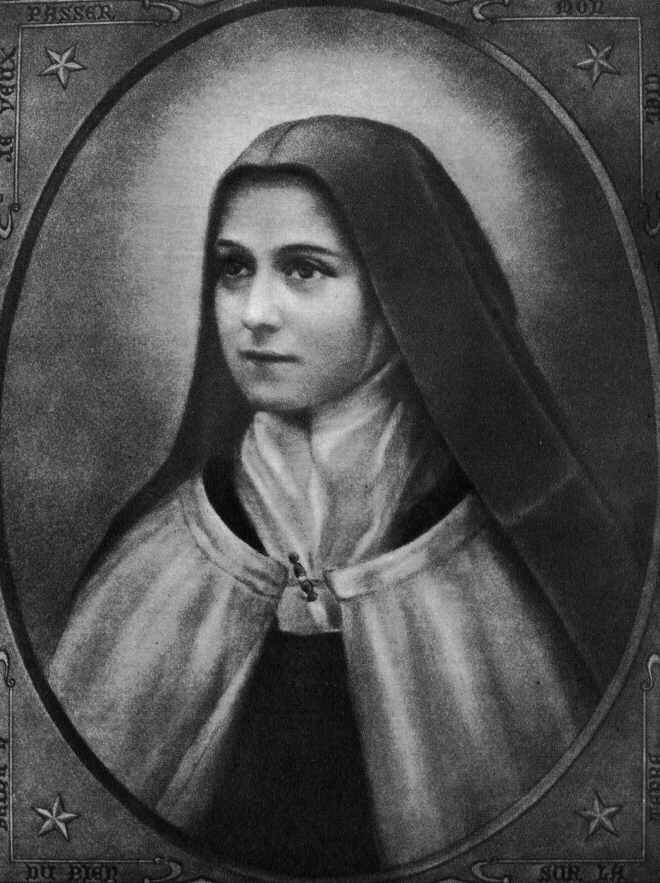
Santa Teresa di Lisieux

Sono moltissime le sante che hanno portato questo nome; l'onomastico si festeggia generalmente in onore di una delle tre più importanti, che sono le seguenti:
- 9 agosto, santa Teresa Benedetta della Croce, al secolo Edith Stein, religiosa, martire nel campo di concentramento di Auschwitz[15]
- 1º ottobre, santa Teresa di Lisieux, in religione Teresa del Bambino Gesù e del Volto Santo, religiosa carmelitana, mistica, Dottore della Chiesa, patrona della Francia e delle missioni[15]
- 15 ottobre, santa Teresa d'Avila, riformatrice del Carmelo, Madre delle Carmelitane Scalze e dei Carmelitani Scalzi, anch'essa Dottore della Chiesa e patrona degli scrittori cattolici[8][6][15]

Fra le altre sante con questo nome sono si ricordano, nelle date seguenti:
- 9 gennaio, santa Teresa Kim, vedova e martire in Corea assieme ad Agata Yi[15]
- 25 gennaio, beata Teresa Grillo Michel, fondatrice delle Piccole Suore della Divina Provvidenza[15]
- 3 marzo (o 27 ottobre), santa Teresa Eustochio Verzeri, fondatrice delle Figlie del Sacro Cuore[15]
- 7 marzo, santa Teresa Margherita Redi, carmelitana[6][7][15]
- 3 aprile, beata Maria Teresa Casini, fondatrice delle Suore Oblate del Sacro Cuore di Gesù
- 12 aprile, santa Teresa di Gesù di Los Andes, monaca carmelitana[15]
- 23 aprile, beata Teresa Manetti (Teresa Maria della Croce), fondatrice dell'Ordine delle Bettine[15]
- 17 giugno, beata Teresa del Portogallo, regina e religiosa[15]
- 27 giugno, beata Luisa Teresa de Montaignac de Chauvance, fondatrice della Pia Unione delle Oblate del Cuore di Gesù[15]
- 5 luglio, santa Teresa Chen Jinxie, martire con Rosa Chen Aixie nello Hebei[15]
- 15 luglio, santa Teresa Zhang Hezhi, martire nello Hebei[15]
- 17 luglio, sante Thérèse de St. Augustin, Thérèse de St. Ignace, Thérèse du Cœur de Marie e Thérèse Soiron, martiri delle Carmelitane di Compiègne[15]
- 26 agosto, santa Teresa Jornet e Ibars, fondatrice delle Piccole Suore degli Anziani Abbandonati[15]
- 29 agosto, beata Teresa Bracco, vergine e martire a Santa Giulia (Dego)[15]
- 5 settembre, santa Teresa di Calcutta, fondatrice delle Missionarie della Carità[15]
- 26 settembre, santa Teresa Couderc, fondatrice delle Suore di Nostra Signora del Ritiro al Cenacolo[15]
- 4 novembre, beata Teresa Manganiello, fondatrice delle Suore francescane immacolatine[15]
- 13 novembre, beata Maria Teresa di Gesù, fondatrice della congregazione delle Suore di Nostra Signora del Carmelo[15]
- 23 novembre, beata Teresa di Gesù di San Lucar, bambina e mercedaria[15]
- 25 dicembre, beata Therese von Wüllenweber, fondatrice delle Suore del Divin Salvatore

## Persone

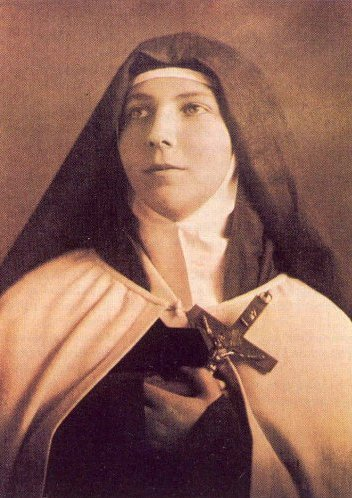
Teresa di Gesù di Los Andes

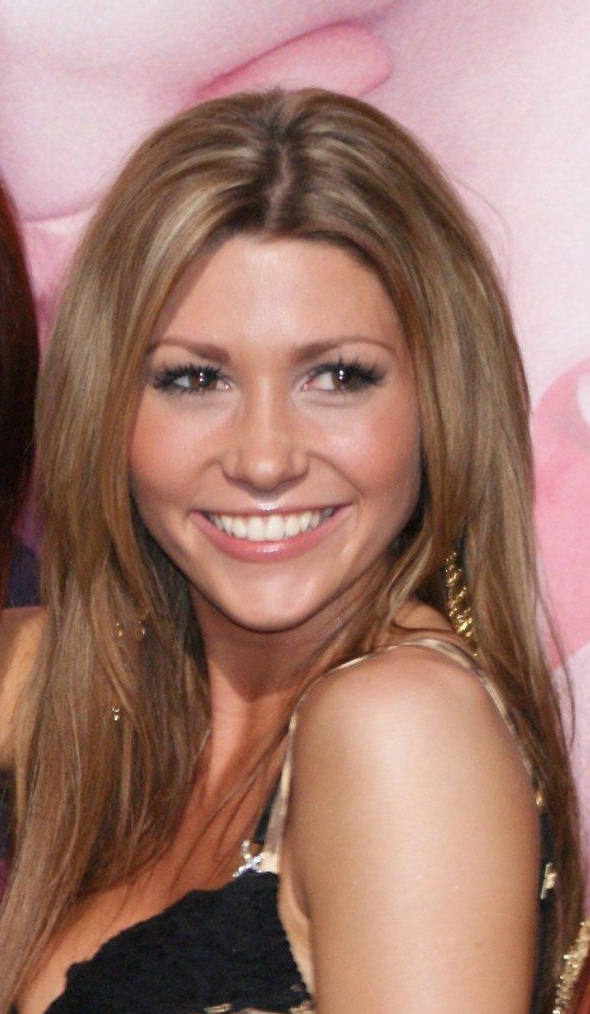
Tereza Kerndlová

- Teresa d'Avila, religiosa, mistica e santa spagnola
- Teresa Cristina di Borbone-Due Sicilie, imperatrice consorte del Brasile
- Teresa di Calcutta, religiosa albanese
- Teresa di Gesù di Los Andes, religiosa e santa cilena
- Teresa di Lisieux, religiosa, mistica e santa francese
- Teresa Bandettini, poetessa e ballerina italiana
- Teresa Berganza, mezzosoprano spagnolo
- Teresa Borri, gentildonna italiana, moglie di Alessandro Manzoni
- Teresa Gullace, donna italiana vittima dei nazisti
- Teresa Mattei, partigiana e politica italiana
- Teresa Neumann, mistica cattolica tedesca
- Teresa Pichler, attrice italiana
- Teresa Stolz, soprano ceco naturalizzato italiano
- Teresa Wright, attrice statunitense

### Variante Tereza
- Tereza Chlebovská, modella ceca
- Tereza Kerndlová, cantante e ballerina ceca
- Tereza Kesovija, cantante croata
- Tereza Marinova, atleta bulgara
- Tereza Matuszková, pallavolista ceca
- Tereza Pecková, cestista ceca
- Tereza Vanžurová, pallavolista ceca
- Tereza Voříšková, attrice ceca

### Variante Theresa

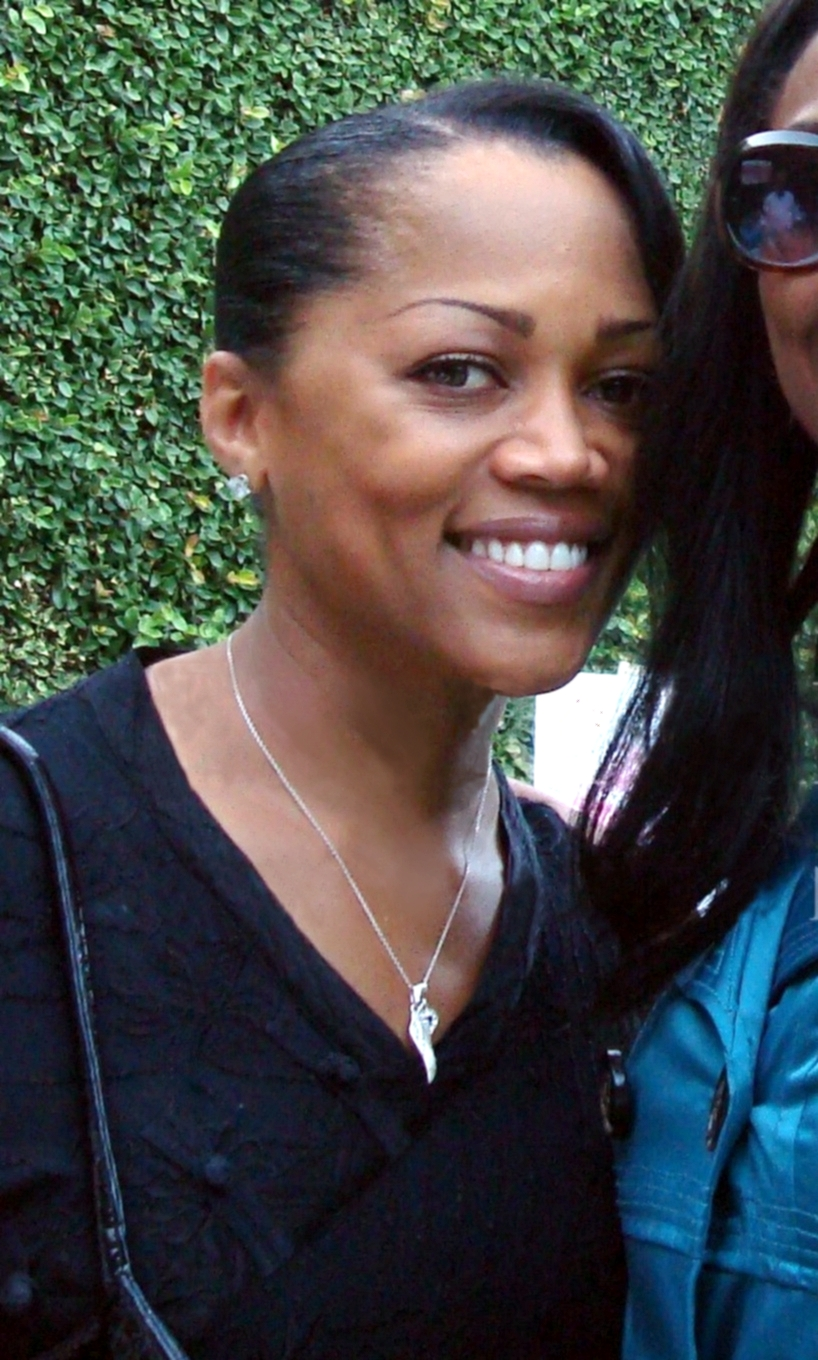
Theresa Randle

- Theresa Andersson, cantante e autrice svedese naturalizzata statunitense
- Theresa Andrews, nuotatrice statunitense
- Theresa Berkley, prostituta britannica
- Theresa Breslin, scrittrice ed educatrice scozzese
- Theresa May, politica britannica
- Theresa Randle, attrice statunitense
- Theresa Russell, attrice statunitense
- Theresa Scholze, attrice tedesca
- Theresa Weld, pattinatrice artistica su ghiaccio e dirigente sportiva statunitense

### Variante Therese

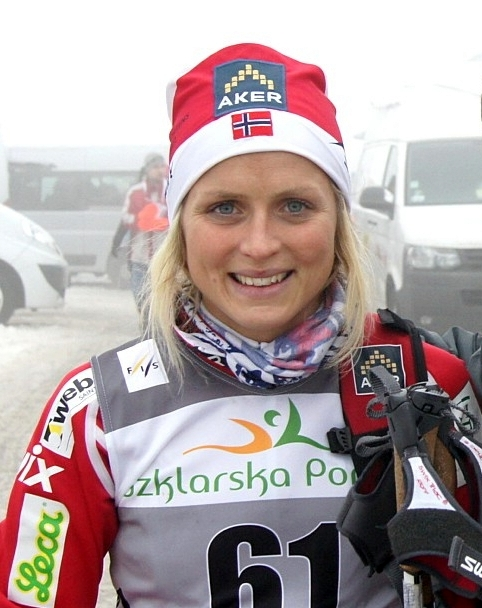
Therese Johaug

- Therese Alshammar, nuotatrice svedese
- Therese Crawford, pallavolista statunitense
- Therese Borssén, sciatrice alpina svedese
- Therese Johaug, fondista norvegese
- Therese Sanlaville, schermitrice francese
- Therese von Wüllenweber, religiosa tedesca
- Therese Zenz, canoista tedesca

### Altre varianti femminili
- Thérésa, cantante francese

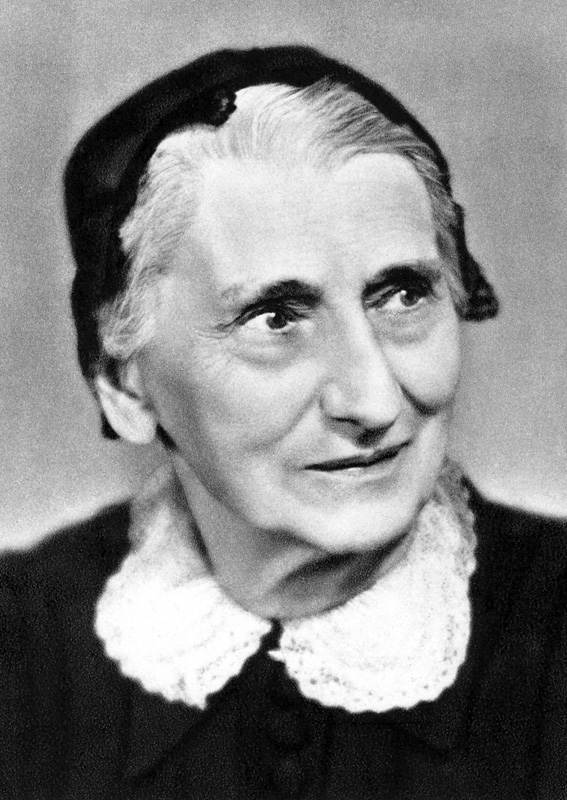
Terézia Vansová

- Thérèse Bertherat, fisioterapista francese
- Teresina Bontempi, giornalista svizzera
- Teresita Bramante, skeletonista, sollevatrice, atleta e bobbista italiana naturalizzata svizzera
- Teresina Brambilla, soprano italiano
- Teresita Daniel, modella e soprano spagnola
- Thérèse Humbert, criminale francese
- Thérèse Peltier, scultrice e aviatrice francese
- Terézia Vansová, scrittrice, etnografa e traduttrice slovacca

### Variante maschile Teresio
- Teresio Ercole Bocca, generale, filantropo e politico italiano
- Teresio Bercellino, allenatore di calcio e calciatore italiano
- Teresio Bosco, scrittore e giornalista italiano
- Teresio Chiodi, calciatore italiano
- Teresio Delfino, politico italiano
- Teresio Ferraroni, vescovo cattolico italiano
- Teresio Ferrero della Marmora, cardinale italiano
- Teresio Martinoli, aviatore italiano
- Teresio Olivelli, docente italiano
- Teresio Piana, calciatore italiano
- Teresio Ricci, storico, poeta, partigiano e studioso italiano
- Teresio Traversa, calciatore italiano

## Il nome nelle arti
- Teresa è un personaggio teatrale creato da Felice Musazzi per la compagnia dialettale milanese I Legnanesi.
- Theresa è un personaggio dell'Universo di Fable.
- Teresa del Sorriso è un personaggio del manga Claymore.
- Thérèse è la protagonista dell'opera omonima di Jules Massenet.
- Teresa è un personaggio del romanzo di Ugo Foscolo del 1802 Ultime lettere di Jacopo Ortis.
- Il nome della protagonista della canzone La bella Gigogin è un diminutivo dialettale piemontese per il nome Teresa.
- Teresa Amitrano è il nome di un personaggio nella commedia Le voci di dentro di Eduardo De Filippo.
- Teresa Batista è un personaggio del romanzo di Jorge Amado del 1972 Teresa Batista stanca di guerra.
- Theresa Burger è un personaggio della soap opera Tempesta d'amore.
- Teresa Diacono è un personaggio della soap opera Un posto al sole.
- Theresa Diaz è un personaggio della serie televisiva The O.C..
- Therese Fabiani è un personaggio del romanzo di Arthur Schnitzler del 1928 Therese.
- Teresa Lisbon è un personaggio della serie televisiva The Mentalist.
- Teresa Raquin è la protagonista dell'omonimo romanzo di Émile Zola del 1868, e delle opere da esso tratte.
- Teresa Venerdì è un personaggio dell'omonimo film del 1941, diretto da Vittorio De Sica.
- Teresa è un personaggio del film del 1943 La vispa Teresa, diretto da Mario Mattoli.
- Teresa Numa è un personaggio del film del 1973 Teresa la ladra, diretto dal regista Carlo Di Palma.
- Una donna di nome Teresa è protagonista delle canzoni: Teresa di Sergio Endrigo, Teresa non sparare di Fred Buscaglione, Quando Teresa verrà di Marco Ferradini, Teresa di Max Gazzè e  Rimini di Fabrizio De André.